# Дмитренко, Игорь Михайлович
И́горь Миха́йлович Дмитре́нко (укр. Ігор Михайлович Дмитренко; 24 июля 1928, Харьков — 17 мая 2009, Харьков) — украинский советский физик, специалист в области сверхпроводимости. Доктор физико-математических наук (1970), профессор (1972), академик НАН Украины (1988). Заслуженный деятель науки и техники Украинской ССР (1986), лауреат Государственной премии Украины за 2000 год, кавалер ордена «Знак Почёта».

## Биография
Игорь Дмитренко родился в Харькове в 1928 году в семье инженера и операционной сестры. Во время Великой Отечественной войны находился в эвакуации и работал слесарем в авиаремонтных мастерских, в 1946 году, экстерном окончив школу, поступил в Харьковский политехнический институт, который окончил по специальности «инженер-физик» в 1952 году. По окончании института работал на заводе им. Малышева инженером-исследователем экспериментального отдела.
В конце 1953 года поступил в аспирантуру УФТИ в отдел физики низких температур, возглавляемый академиком Б. Г. Лазаревым, где работал до мая 1960 года. В 1958 году защитил кандидатскую диссертацию на тему квантовых колебаний магнитной восприимчивости металлов.
В 1959 году Дмитренко вошёл в инициативную группу по созданию Физико-технического института низких температур АН УССР (ФТИНТ). В следующем году он возглавил в созданном институте отдел сверхпроводниковой электроники (позже переименованный в отдел сверхпроводящих и мезоскопических структур). В 1970 году защитил докторскую диссертацию по результатам исследований эффекта Джозефсона в слабосвязанных сверхпроводниках. С этого года по 1982 год он работал первым заместителем директора ФТИНТ по научной работе. По инициативе Дмитренко в ХПИ в 1972 году был создан физико-технический факультет, а позже кафедра технической криофизики.
С 1972 года — профессор. С января 1988 года — академик Академии наук Украинской ССР. В последние годы жизни работал главным научным сотрудником отдела сверхпроводящих и мезоскопических структур ФТИНТ. Умер 17 мая 2009 года.

## Сфера исследований
Возглавляемый Дмитренко отдел ФТИНТ занимался исследованием поведения тонкоплёночных сверхпроводников в постоянных и переменных электромагнитных полях. В 1965 году вместе с И. К. Янсоном и В. М. Свистуновым Дмитренко получил экспериментальное подтверждение электромагнитного излучения в туннельных структурах, теоретически предсказанного Брайаном Джозефсоном. Впоследствии эти наблюдения легли в основу его докторской диссертации.
Группа Дмитренко наблюдала хаотические явления в сверхпроводящих системах и квантование магнитного потока в тонких цилиндрах обычных металлов, на практике подтвердила теорию Асламазова—Ларкина о нелинейной динамике квантованных вихрей в динамическом смешанном состоянии и стояла у истоков концепции (ей же впоследствии подтверждённой экспериментально) проскальзывания фазы сверхпроводникового параметра в широких сверхпроводящих плёнках как общего механизма резистивности во время разрушения сверхпроводимости электрическим током. В 90-е годы двадцатого века Дмитренко с коллегами проводили наблюдения макроскопического квантового тоннелирования и квантовых резонансных явлений в системах т. н. Джозефсоновских контактов. В 2000 году коллектив под руководством профессора Дмитренко был удостоен Государственной премии Украины за цикл работ «Стимулированная переменным электромагнитным полем сверхпроводимость и процессы проскальзывания фазы в тонких плёнках сверхпроводников, включая высокотемпературные». Дмитренко приглашался с курсом лекций в Лейденскую лабораторию (Нидерланды).
В лаборатории Дмитренко проводились также и прикладные разработки. В ней были созданы широкодиапазонные сверхпроводниковые криогенные термометры, а также квантовые магнитометры и градиентометры повышенной чувствительности. На основе этих разработок впоследствии был создан первый в СССР магнитокардиограф. В отделе Дмитренко в 1967 году создан первый в Советском Союзе СКВИД, а позже первые в стране болометры.

## Монографии
- Дмитренко И.М. Квантовые эффекты в сверхпроводимости. — М.: Знание, 1968. — 48 с. — 65 000 экз.
- Дмитренко И.М. В мире сверхпроводимости. — Киев: Наукова думка, 1981. — 195 с.